# 벨벳 맥킨타이어

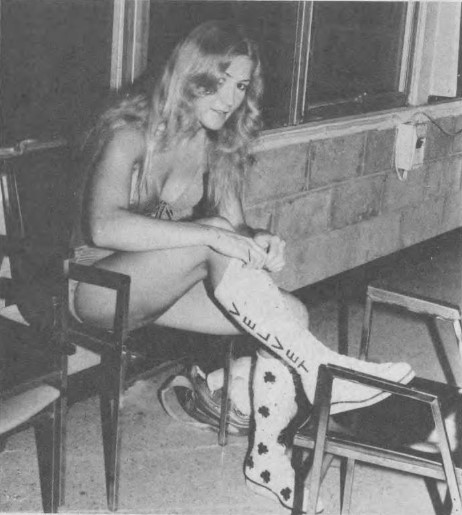

벨벳 맥킨타이어(Velvet Mcintyre, 1963년 11월 24일 ~ ) 본명은 벨벳 미키토위크(Velvet Mykietowich)다. 캐나다의 여자 전 프로레슬링선수다. 1980년 프로레슬링 입문하다가 1998년 프로레슬링을 은퇴를 한다. 키는 177cm 몸무게는 68kg이다. 피니쉬/Finishing moves는 맥킨타이어 롤/Mcintyre Roll(빅토리 롤/Victory roll), 런닝 슬리퍼 홀드 슬램/Running sleeper hold slam, 런닝 섬머솔트 시티드 센턴/Running sormrsault senton, 런닝 솔 킥/Running sole kick, 런닝 스핀 킥/Running spin kick, 싯아웃 벨리-투-백 매트 슬램/Sitout belly-to-bacck mat slam 시그니처/Signature moves는 주로 점핑 아토믹 드롭/Jumping atomic drop, 닐링 샤프슈터/Kneeling sharpshooter, 리프팅 페이스버스터/Lifting facebuster, 런닝 크로스바디/Running crossbody, 런닝 하이 니/Running high knee, 스플래쉬/Splash, 싯아웃 넥브레이커/Sitout neckbreaker, 싱글 레그 드롭킥/Single leg dropkick, 스윙 허리케인라나/Swinging hurricanrana로 사용을 한다.

## 수상
- CWA 위민스 챔피언 (1회)
- ECCW 위민스 챔피언 (1회)
- ICW 위민스 챔피언 (1회)
- WWWA 위민스 챔피언 (1회)
- NWA 위민스 태그팀 챔피언 (1회) - 프린세스 빅토리아
- WWF 위민스 챔피언 (1회)
- WWF 위민스 태그팀 챔피언 (2회) - 프린세스 빅토리아 (1회), 데지레 피터슨 (1회)